# 甘露糖

D與L兩型的甘露糖。

甘露糖（Mannose）是一種單醣，也是一種六碳醣。在自然界中較少單獨存在，多以群體的大分子形式出現。其甜度比蔗糖低，可作為糖尿病患者的代糖使用。
它與核糖、半乳糖、墨角藻糖、胺基葡萄糖同為禽流感病毒粒子的重要组成部分之一。
甘露糖在醣類代謝過程中，會因為己糖激酶的作用，而磷酸化形成甘露糖-6-磷酸。
甘露糖的功效，被應用最廣的是治療泌尿道感染，D-甘露糖可透過與尿道裡的大腸桿菌附著用的纖毛結合，使大腸桿菌失去附著在尿道黏膜的能力，進而預防康復後的再感染。而他也被發現能夠抑制癌細胞生長，可能成為新型抗癌方式。